# Geschäftsordnung der Bundesregierung
| Basisdaten                                               | Basisdaten                                               |
| -------------------------------------------------------- | -------------------------------------------------------- |
| Titel:                                                   | Geschäftsordnung der Bundesregierung                     |
| Abkürzung:                                               | GOBReg                                                   |
| Erlassen aufgrund von:                                   | Art. 65 GG                                               |
| Verkündungstag:                                          | 11. Mai 1951 (GMBl. S. 137)                              |
| Letzte Änderung durch: 1)                                | Änderungsbekanntmachung vom 21. Nov. 2002 (GMBl. S. 848) |
| Weblink:                                                 | GOBReg                                                   |
| 1) Bitte beachten Sie den Hinweis zur geltenden Fassung! |                                                          |

Die Geschäftsordnung der Bundesregierung (GOBReg) ist die Verfahrensordnung der Bundesregierung als Kollegialorgan und enthält Regelungen über die Zusammenarbeit zwischen ihren Mitgliedern, dem Bundeskanzler und den Bundesministern.

## Inhalt
Die Geschäftsordnung ist in vier Teile geteilt: Bundeskanzler (I.), Stellvertretung des Bundeskanzlers (II.), Bundesminister (III.) und Bundesregierung (IV.). In ihr spiegelt sich der Ausgleich der im Grundgesetz für die Bundesrepublik Deutschland angelegten Grundprinzipien der Regierungstätigkeit. Sie erläutert das Zusammenspiel von Richtlinienkompetenz des Bundeskanzlers, Ressorthoheit der Bundesminister und Kollegialprinzip für eine Vielzahl von Regierungsentscheidungen.
Die Geschäftsordnung enthält einige Regelungen hinsichtlich Parlamentarischer Staatssekretäre, (beamteter) Staatssekretäre, weiterer politischer Beamter und sonstiger höherer Beamter in Bundeskanzleramt und Bundesministerien.
Die Regelungen der Geschäftsordnung sind zum Teil rein deklaratorischer Natur, präzisieren mitunter aber auch bestehendes Recht oder stellen eigenständige Regelungen dar. Zu Überschneidungen kommt es neben dem Grundgesetz beispielsweise mit Regelungen des Bundesbeamtengesetzes (BBG) oder des Gesetzes über die Rechtsverhältnisse der Parlamentarischen Staatssekretäre (ParlStG).
Die Geschäftsordnung ist ihrer Rechtsnatur nach Geschäftsordnungsrecht und hat daher, obwohl sie die Regelungen des Grundgesetzes konkretisiert, nicht den Rang von Verfassungsrecht. Sie ist reines Binnenrecht der Bundesregierung und entfaltet keine Bindungswirkung nach außen, weder gegenüber anderen Verfassungsorganen noch gegenüber dem Bürger. Ein Verstoß gegen die Geschäftsordnung kann daher auch nicht vor Gericht geltend gemacht werden.
Die Geschäftsordnung ist seit 1951 nur selten geändert worden und dann auch nur in einzelnen Regelungen. Wesentliche Regeln, nach denen die Bundesregierung handelt, ergeben sich deshalb auch aus der Staatspraxis und vor allem der Gemeinsamen Geschäftsordnung der Bundesministerien (GGO).

## Rechtsgrundlage und Veröffentlichung
Rechtsgrundlage ist Art. 65 Satz 4 Grundgesetz für die Bundesrepublik Deutschland. Demnach leitet der Bundeskanzler die Geschäfte der Bundesregierung nach einer von der Bundesregierung beschlossenen und vom Bundespräsidenten genehmigten Geschäftsordnung. Die Genehmigung durch den Bundespräsidenten ist eine tendenziell symbolische Kompetenz. Die Geschäftsordnung wird im Gemeinsamen Ministerialblatt veröffentlicht.

## Organisationsgewalt des Bundeskanzlers
Die Organisationsgewalt des Bundeskanzlers (zur Schaffung, Zusammenlegung und Zuständigkeitsregelung der Bundesministerien) ergibt sich aus Art. 64 Abs. 1 und Art. 65 GG. Dem korrespondiert § 9 GOBReg, der auch Grundlage für die Organisationserlasse des Bundeskanzlers (BKOrgErl) ist. Beschränkt wird seine Organisationsgewalt durch die im Grundgesetz vorgeschriebene Errichtung des Bundesministeriums der Verteidigung (Art. 65a GG: Bundesminister für Verteidigung), des Bundesministeriums der Justiz (Art. 96 Abs. 2 S. 4 GG: Geschäftsbereich des Bundesjustizministers) und des Bundesministeriums der Finanzen (Art. 108 Abs. 3 S. 2 GG: Bundesminister der Finanzen).

### Organisationserlasse
Die Organisationserlasse des Bundeskanzlers bzw. der Bundeskanzlerin ändern jeweils die Geschäftsverteilung des Vorgängers. So kann durch Vergleich der jeweiligen Organisationserlasse eine lückenlose Geschichte der Organisationsentwicklung der Bundesregierung nachvollzogen werden. Die letzten Organisationserlasse gab es am 22. November 2005, 19. September 2007, 19. Dezember 2008, 28. Oktober 2009, 17. Dezember 2013, 14. März 2018, 8. Dezember 2021 und 6. Mai 2025.